# Thị trấn Thể thao Chuncheon Songam
Thị trấn Thể thao Chuncheon Songam là một khu liên hợp thể thao ở Chuncheon, Hàn Quốc. Khu liên hợp được xây dựng trên nền đất của Sân vận động Chuncheon Civic cũ.

## Cơ sở vật chất

### Sân vận động Chuncheon Songam
Sân vận động chính được khánh thành vào tháng 5 năm 2009. Sân được sử dụng chủ yếu cho các trận đấu bóng đá. Sân vận động có sức chứa 20.000 khán giả. Đây là sân nhà của Gangwon FC kể từ tháng 6 năm 2009.